# (2767) Takenouchi
(2767) Takenouchi (1967 UM; 1956 VA; 1980 GQ; 1982 RT) ist ein ungefähr 14 Kilometer großer Asteroid des äußeren Hauptgürtels, der am 30. Oktober 1967 vom tschechischen (damals: Tschechoslowakei) Astronomen Luboš Kohoutek an der Hamburger Sternwarte in Hamburg-Bergedorf (IAU-Code 029) entdeckt wurde. Er gehört zur Eos-Familie, einer Gruppe von Asteroiden, die nach (221) Eos benannt ist.

## Benennung
(2767) Takenouchi wurde nach dem japanischen Astronomen Tadao Takenouchi (* 1922) benannt, der an der Abteilung für Astronomie an der Universität Tokio, am ehemaligen Tokyo Astronomical Observatory (IAU-Code 389) sowie den japanischen Weltraumorganisationen National Space Development Agency und Institute of Space and Astronautical Science tätig war. In den 1950er-Jahren arbeitete er mit dem Astronomen Hideo Hirose, nach dem der Asteroid (1612) Hirose benannt ist, zusammen. Er untersuchte die Umlaufbahn des Asteroiden (279) Thule.